# Rue Laffitte
Pour les articles homonymes, voir Laffitte.
La rue Laffitte est une voie du 9e arrondissement de Paris, surtout connue pour ses galeries d’art.
Cette ancienne « rue d’Artois » (actuel 9e arrondissement de Paris) est à distinguer de l’actuelle rue d'Artois (8e arrondissement de Paris), nommée ainsi en 1897 et qui a porté notamment le nom de « rue des Écuries-d’Artois ».

## Situation et accès
Elle commence boulevard des Italiens et se termine rue de Châteaudun.
Cette rue est desservie par les stations de métro Richelieu - Drouot, Notre-Dame-de-Lorette et Le Peletier.

## Origine du nom

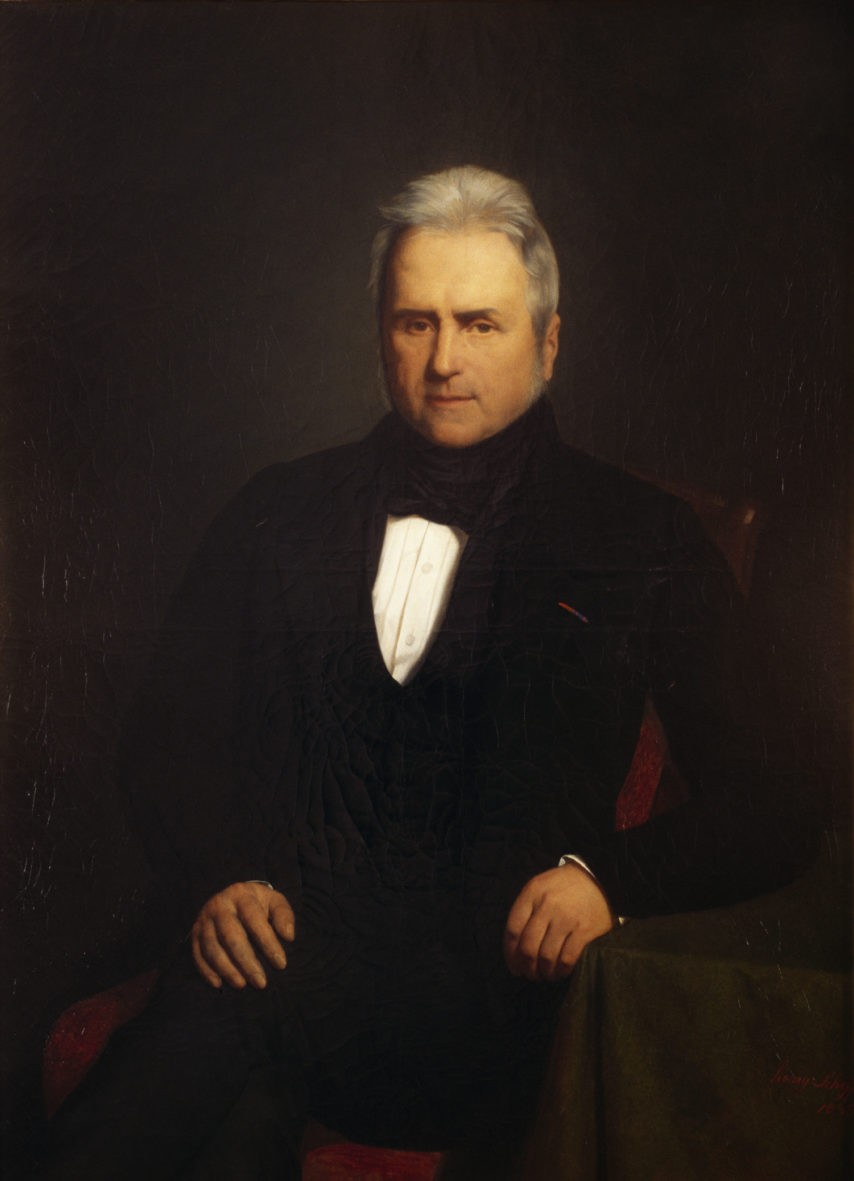
Jacques Laffitte.

Elle porte le nom du banquier et homme politique français Jacques Laffitte (1767-1844).

## Historique
Percée au-delà des remparts, dans les vastes jardins de l'hôtel de Laborde du financier Jean-Joseph de Laborde, elle est créée vers 1771 entre le boulevard des Italiens et la rue de Provence. La rue Laffitte porte d'abord le nom de « rue d'Artois », du nom du frère du roi, tout comme la rue de Provence (futur Louis XVIII). 
« Louis, par la grâce de Dieu, roi de France et de Navarre, à nos amés et féaux Conseillers, les gens tenant notre Cour de Parlement à Paris, salut :
notre amé et féal, conseiller secrétaire, Jean-Joseph de Laborde, propriétaire de son chef de terrains situés en notre bonne ville de Paris, aboutissant d'un bout sur le rempart de la dite ville, entre la rue Neuve-Grange-Batelière, et la Chaussée-d'Antin, et d'un autre bout sur le Grand Égout d'entre le faubourg Montmartre et la dite Chaussée-d'Antin ;
et comme subrogé aux droits du sieur Jacques Louis Guillaume Bouret de Vézelay auquel la Ville a concédé la propriété de la superficie du Grand Égout, en toute la largeur entre le ponceau de la Chaussée-d'Antin et la partie déjà voûtée du faubourg Montmartre ;
nous aurait fait exposer que les terrains dont il est propriétaire sont devenus, par l'extension successive de la Ville, propres à former des habitations aussi commodes qu'agréables et utiles ; la proximité du quartier, la pureté de l'air et la promenade des remparts, y faisant désirer à nombre de citoyens d'y établir leur demeure ; mais, que ces terrains n'étant traversés d'aucune rue, et n'y ayant aucun débouché commode entre le faubourg Montmartre et la Chaussée-d'Antin, ils ne pourraient être divisés en portions de grandeur convenable à ceux qui voudraient en acquérir et y bâtir, d'une manière proportionnée à leurs facultés et à leurs besoins ; et, qu'en concourant par l'exposant à la décoration de la Ville et à la commodité du public, il retirerait un plus grand avantage de ses terrains s'il nous plaisait lui permettre d'ouvrir deux nouvelles rues de 30 pieds 9,75 mètres de large chacune, telles qu'elles sont figurées au plan annexé à sa requête ;
l'une (la partie de la rue de Provence située entre les rues du Faubourg-Montmartre et de la Chaussée-d'Antin) à travers ses terrains à prendre du rempart de la Ville, en face de la nouvelle rue de Gramont, pour aboutir sur l'égout ;
et l'autre (la rue d'Artois, actuellement rue Laffitte, partie entre le boulevard des Italiens et la rue de Provence, à travers le terrain du dit égout, à prendre de la Chaussée-d'Antin au faubourg Montmartre ;
en conservant la propriété, jouissance et disposition du surplus de la dite largeur, dans la partie à lui concédée par la Ville ;
à la charge par l'exposant, de faire faire à ses frais, non seulement la voûte et couverture nécessaire en la partie du dit égout, depuis la Chaussée-d'Antin jusqu'à la partie voûtée du faubourg Montmartre ;
mais encore d'établir le premier pavé dans toute la superficie des dites deux nouvelles rues, dont l'entretien et renouvellement, à l'avenir, selon l'usage, sera employé sur l’État et mis à la charge de l'administration du Pavé de Paris ;
et aussi lui permettre, et à ses ayants cause, de faire bâtir le long des dites deux rues, et dans toute l'étendue de ses terrains, tels hôtels, maisons et édifices que bon leur semblera ;
nous ayant supplié de nommer, pour régler l'alignement des deux rues et les pentes du pavé, tels commissaires que nous jugerons à propos, nous avons considéré les avantages qui résulteront de la formation de ces deux rues pour la commodité publique et la décoration de notre capitale, nous avons expliqué nos intentions par arrêt rendu en notre Conseil, nous y étant, ce jourd'huy, sur lequel nous avons ordonné que toutes lettres à ce nécessaires seraient expédiées ; à ces causes, de l'avis de notre Conseil, qui a vu le dit arrêt, et le plan annexé à la minute d'iceluy, cy attaché sous le contre scel de notre Chancellerie, nous avons, conformément au dit arrêt, ordonné, et par ces présentes signées de notre main, ordonnons ce qui suit :
- Article 1 : il sera ouvert, aux frais du sieur de la Borde deux rues de 30 pieds 9,75 mètres de large chacune, conformément à notre déclaration du 16 mai 1769 ; 
l'une, qui sera nommée rue d'Artois, travers ses terrains, à prendre du rempart de la dite Ville, en face de la nouvelle rue de Gramont, et qui ira aboutir sur l'égout ; 
et l'autre, qui sera nommée rue de Provence, sur le terrain du dit égout, à prendre de la Chaussée-d'Antin au faubourg Montmartre ;
 en conservant, le dit sieur de la Borde et ses ayants cause, le surplus dudit terrain, dont ils disposeront comme ils aviseront.
- Article 2 : l'ouverture des dites deux rues, et le pavé d'icelles, pour la première fois, seront aux frais du dit sieur de la Borde et ayants causes, conformément aux clauses du bail du pavé de Paris, et aux pentes qu'il conviendra ; ils demeureront déchargés, pour l'avenir, de l'entretien et renouvellement du dit pavé des dites deux rues en toute leur superficie, lequel entretien et renouvellement sera employé sur l'état du pavé de la Ville, faubourgs et banlieue de Paris.
- Article 3 : l'alignement des dites deux rues sera donné conformément au dit plan, en la présence des sieurs prévôt des marchands et échevins et du sieur Mignol de Montigny, que nous commettons à cet effet, par le maitre général des Bâtiments de la Ville ; et les pentes du pavé seront réglées en présence des mêmes Commissaires, par le dit Maitre des Bâtiments de la Ville et par l'Inspecteur général du Pavé de Paris.
- Article 4 : il sera loisible au sieur de la Borde, et à ses ayants cause, de faire bâtir, le long des dites deux rues, et dans toute l'étendue des dits terrains,  tels hôtels, maisons et édifices que bon leur semblera.

Si vous mandons, que ces présentes, vous ayez à faire registrer, et le contenu en icelles et au dit arrêt de notre Conseil, faire garder et observer, et faire jouir l'exposant de leur effet selon leur forme et teneur, cessant et faisant cesser tous troubles et empêchements, nonobstant tous édits, déclarations, régalements et autres choses à ce contraires, auxquels nous avons expressément dérogé par ces présentes, pour ce regard seulement, et sans tirer à conséquence ; enjoignons à nos amés et féaux les Prévôts des marchands et échevins de notre bonne ville de Paris, de tenir la main à l'exécution des présentes et du dit arrêt de notre Conseil, et du dit plan, dont copie sera déposée en leur greffe. 
Car tel est notre plaisir.
Donné à Versailles, le quinzième jour du mois de décembre, l'an de grâce 1770, et de notre règne le cinquante-sixième.
Signé Louis. »
Mais en 1792, le prince qui devait être plus tard Charles X ayant émigré, le nom de « rue d'Artois » est remplacé par celui de « rue Cerutti », du nom d'un littérateur italien établi dans un hôtel de la rue à l'angle du boulevard des Italiens (qui devint le boulevard Cerutti).
Au retour des Bourbons, la rue reprend son nom de « rue d'Artois ». 
En 1826, elle est prolongée jusqu'à la rue Notre-Dame-de-Lorette sur le terrain de l'hôtel Thellusson qui est détruit. Le financier et homme politique français Jacques Laffitte (1767-1844) y avait son hôtel au no 27. Le 30 juillet 1830, avec notamment Adolphe Thiers et La Fayette, il offre la couronne au futur Louis-Philippe. En décembre 1830, Jacques Laffitte est président du Conseil et son nom est donné à la rue. Il partage donc avec Victor Hugo le privilège d'avoir habité dans une rue portant son nom.
Les peintres Claude Monet et Henry de Waroquier y sont nés, respectivement en 1840 et 1881.
À la fin du XIXe siècle, elle devient la rue des experts et des marchands de tableaux et reste jusqu'à la Première Guerre mondiale le centre du marché de l'art.
Le 8 mars 1918, durant la Première Guerre mondiale, une bombe lancée d'un avion allemand explose au no 15 rue Laffitte.

## Bâtiments remarquables et lieux de mémoire
Au début de la rue, au niveau du boulevard des Italiens ou au croisement du boulevard Haussmann, on profite d'un point de vue sur le Sacré-Cœur de Montmartre qui semble posé sur l’église Notre-Dame-de-Lorette, alors qu’en fait il est beaucoup plus éloigné.
- Nos 1-3 : immeubles construits par l’architecte Victor Lemaire, dans la continuité de la Maison dorée. Les deux arcades marquaient l’entrée de l’ancienne « cité des Italiens », dans laquelle Alexandre Dumas fonda le journal Le Mousquetaire[6].
- No 2 : le marquis britannique Richard Seymour-Conway (1800-1870) puis son fils présumé Richard Wallace (1818-1890) y vécurent, y entreposant une partie de leur vaste collection artistique.
- No 6 : en mai 1896, Ambroise Vollard ouvre une galerie à l'angle du boulevard des Italiens. Il loue également un local aux nos 2 et 4 de la même rue pour entreposer le stock très important qu'il possède. Il y demeurera jusqu'en 1918. Il y organisera soixante-deux expositions, de Cézanne à Picasso, en passant par les nabis et les fauves[7].
- No 8 : Alexandre Bernheim Jeune ouvre sa première Galerie Bernheim-Jeune en 1863 en y présentant des peintres de l'École de Barbizon jusqu'en 1906, où il s'installe au 25, boulevard de la Madeleine[réf. nécessaire].
- No 11 : Jacques Offenbach y réside de 1859 à 1876[8].
- No 12 : adresse d'Alexis Febure, marchand de tableaux vers 1880[réf. nécessaire].
- No 15 : maison de couture de Madame Palmyre, marchande de mode en activité de la monarchie de Juillet au second-empire[9],[10].

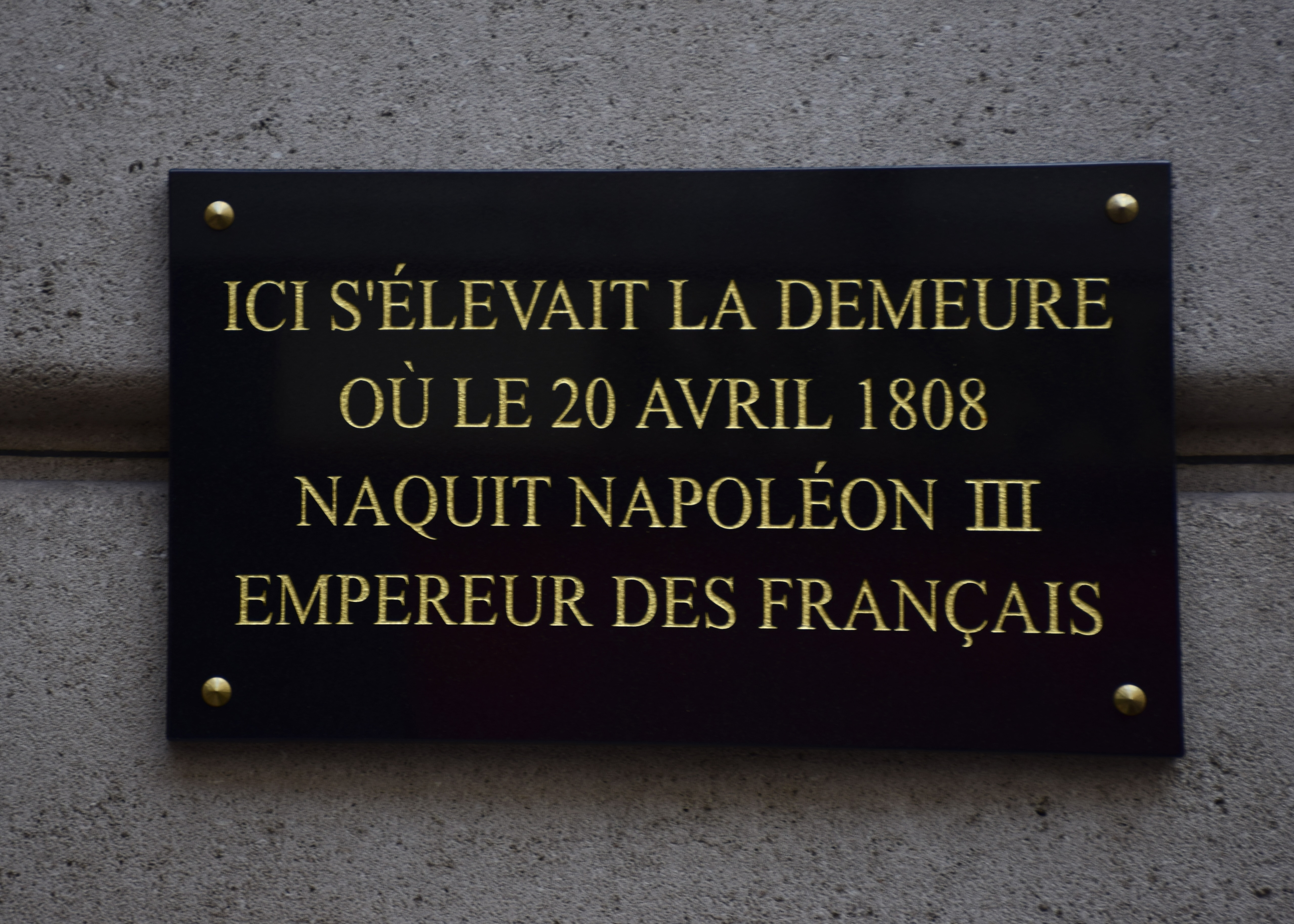
Plaque au no 15 bis.

- No 15 bis : emplacement de la résidence (hôtel de la reine Hortense) où, le 20 avril 1808, est né Napoléon III[11] ; une plaque commémorative y est installée.
- No 16 : en 1867, le marchand d'art Paul Durand-Ruel y ouvre sa galerie[4].
- No 18 : Louis Adolphe Beugniet y ouvre en 1848 une galerie d'art qui deviendra célèbre. Son fils Georges reprendra celle-ci en 1889, s'alliant plus tard avec Bonjean. Son atelier de restauration de tableaux (et sa première galerie de 1842 à 1848) se trouvait au 10.
- No 18 bis : Emma Livry, ballerine, y vécut avec sa mère.
- No 19 : ancien siège de la banque Rothschild dans l'ancien hôtel d’Otrante, jusqu'à sa nationalisation en 1982[12]. Le bâtiment est remanié en 1836 par Duponchel et Bellenger dans un style historiciste. Il est démoli à la fin des années 1960 pour laisser la place à un bâtiment à usage de bureau construit par Pierre Dufau, en rupture architecturale avec son environnement.
- No 20 : Lucien Moline, courtier en œuvres d'art, y ouvre une galerie d'art à la fin du XIXe siècle, qui verra les grands noms de la peinture passer dans ses murs[réf. nécessaire].
Ancien siège du journal « Pariser Tageszeitung » (PTZ), d'octobre 1937 à février 1940. Ce journal de tendance anti-fasciste et d'opposition au régime hitlérien qui ciblait des lecteurs exilés de langue allemande avait succédé en juin 1936 au « Pariser Tageblatt » (PTB), fondé en 1933. Lorsque après le début de la Seconde Guerre mondiale les exilés et autres ressortissants allemands furent sans distinction considérés comme ennemis de la France et envoyés dans des camps d'internement, le manque de journalistes de langue allemande contraignit le journal de cesser sa parution en février 1940[13], quatre mois avant l'arrivée des troupes allemandes à Paris (14 juin 1940).
- Nos 20-22 : hôtel Byron où Victor Hugo réside à l’automne 1871 en attendant que son appartement du 66, rue de la Rochefoucauld soit prêt[14].
- Nos 21 : consulat général d'Autriche-Hongrie dans les années 1900[15].
- No 27 : hôtel du financier Jacques Laffitte. Il s'agissait du n°19 selon la numérotation de l'époque[16].
- No 36 : la Maison Fouquet, confiserie, chocolaterie et épicerie fine dont les origines remontent à 1852 est, depuis les années 1900, gérée par la famille Chambeau dont la cinquième génération a pris la relève en 2005[17].
- No 37 : Ambroise Vollard y ouvre sa première galerie en septembre 1893. Il organise une exposition inaugurale consacrée aux dessins et croquis de Manet provenant de son atelier, du 17 novembre au 20 décembre 1893[7].
- No 39 : Ambroise Vollard y emménage en avril 1895 pour occuper un local plus grand. Il inaugure sa galerie en organisant la première exposition consacrée à Vincent van Gogh à Paris. L'exposition est un succès et, encouragé par cet accueil chaleureux, il présente quelques mois plus tard l'œuvre d'un autre délaissé, Paul Cézanne. Du 16 septembre au 31 octobre 1895, il présente cent cinquante œuvres par roulement dans sa petite galerie[7].
- No 42 : l'homme politique José de la Cruz y meurt le 24 mars 1852.
- No 44 : André Citroën y est né le 5 février 1878.
- No 45 : Claude Monet y naquit en 1840[18] ; l'atelier de photographe qui y est installé depuis au moins 1877 est repris par le photographe Raoul Autin en octobre 1882 et revendu en novembre de l'année suivante à Capelle[19]. Au XXe siècle, ce sont les Laboratoires et studios Sartony qui occupent dans les lieux.
- No 46 : 
  - Clovis Sagot y établit sa galerie d'art dans les premières années du XXe siècle[20] ;
  - Berthe Weill y tint sa galerie de tableaux de 1920 à 1927[21].
- No 47 : l'artiste peintre Louise Abbéma (1853-1927) avait son atelier à cette adresse de 1883 à 1908[22].

## Monuments détruits
- Hôtel de la reine Hortense : logement d'Hortense de Beauharnais, à l'emplacement de la rue Pillet-Will.
- Hôtel Laffitte appartenant au financier Jean-Joseph de Laborde, à cheval sur la rue de Provence, qui deviendra par la suite l'hôtel de Jacques Laffitte, puis d'Alexandre Goüin.

## Dans la littérature
Dans Le Flâneur des deux rives, le poète Guillaume Apollinaire intitule un chapitre « La Cave de M. Vollard », qu’il situe au no 8. 

## Peinture
En 1907, Pierre Bonnard peint Un dîner chez Vollard ou La Cave de Vollard.